# Ilenia Vitale
Ilenia Vitale (* 10. April 1995 in Palmanova) ist eine italienische Sprinterin, die besonders mit der 4-mal-400-Meter-Staffel erfolgreich ist.

## Karriere
Erste internationale Erfahrungen sammelte Ilenia Vitale beim Europäischen Olympischen Jugendfestival in der Türkei. Dabei schied sie über 400 Meter in der Vorrunde aus und wurde mit der 4-mal-400-Meter-Staffel Sechste. Wenige Wochen später nahm sie an den Jugendweltmeisterschaften in Lille teil. Dort gelangte sie über 400 Meter ins Halbfinale und schied mit der 4-mal-400-Meter-Staffel im Vorlauf aus. 2013 schied sie im Einzelbewerb der Junioreneuropameisterschaften in Rieti in der Vorrunde aus und belegte mit der Staffel den fünften Platz. 2014 nahm sie an den Juniorenweltmeisterschaften in Eugene teil, wo sie mit der Staffel in der Vorrunde ausschied und über 400 Meter bis ins Halbfinale gelangte. 2015 nahm sie an den Halleneuropameisterschaften in Prag teil und schied dort in ihrer Spezialdisziplin im Vorlauf aus. Bei den U23-Europameisterschaften in Tallinn schied sie über 400 Meter in der Vorrunde aus und belegte mit der Staffel den sechsten Platz. Zwei Jahre später nahm sie erneut an den U23-Europameisterschaften teil und schied dort erneut im Einzelbewerb aus und belegte mit der italienischen Staffel den fünften Platz.
Sie absolviert ein Wirtschaftsstudium an der Universität Udine.

## Bestleistungen
- 200 Meter: 24,26 s, 1. Mai 2014 in Palmanova
- 400 Meter: 53,20 s, 9. Juli 2015 in Tallinn
  - Halle: 53,85 s, 22. Februar 2015 in Padua